# 紫伞芹
紫伞芹（学名：Melanosciadium pimpinelloideum）为伞形科紫伞芹属的植物，是中国的特有植物。分布在中国大陆的四川、贵州等地，生长于海拔1,400米至1,800米的地区，一般生长在荫蔽潮湿的竹林中及林缘草地上，目前尚未由人工引种栽培。

## 别名
山羌活（重庆南川）